# جغرافيا منغوليا
| \| \|                           |                     |
| القارة                          | آسيا                |
| المنطقة                         | آسيا الوسطى         |
| إحداثيات جغرافية                |                     |
| المساحة                         | 1,564,115 كم² (19)  |
| الشريط الساحلي                  |                     |
| الحدود الأرضية                  |                     |
| الدول المجاورة وطول الحدود معها |                     |
| أعلى نقطة                       | 4,374 متر قمة هويتن |
| أدنى نقطة                       |                     |
| فرق التوقيت                     |                     |
|                                 |                     |

منغوليا هي دولة حبيسة في شمال آسيا، وتقع إستراتيجيًا بين الصين وروسيا. وهي دولة جبلية حيث يبلغ طول أعلى قمة في البلاد 4,374 متر وتسمى قمة هويتن في أقصى غرب منغوليا.

## المناخ

### موسم العواصف الثلجية
يمكن أن تحدثُ العواصف الثلجية الشديدة في المنطقة. كما حصل في شتاء أعوام 1970-1971، 2008-2009، وكذلك 2009-2010 2000-2001، كانت بالغة القسوة.
أدت العواصف الثلجية التي ضربت البلاد في ديسمبر 2000 إلى إغلاق العديد من الطرق، وقتلت 10 أشخاص و 16,000 من الماشية.
. وقالت لجنة الطوارئ التابعة لوزارة الخارجية المنغولية أنه كان أبرد شتاء مرّ على البلاد مُنذ 30 سنة مضت، مثل الجفاف القاسي في الصيف السابق، ومن الأرجح أن يكون نتيجة لظاهرة الاحتباس الحراري. قدمت الأمم المتحدة مُساعدات كبيرة بسبب ارتفاع مستوى الأضرار الناجمة.
قُتل 21 شخصًا وبلغ عدد المفقودين 100 شخص في المقاطعات الشرقية من منغوليا في الفترة ما بين 8-28 مايو عام 2008. أما العدد النهائي للقتلى فبلغ 52 شخصًا وخسارة 200,000 ماشية بحلول نهاية شهر حزيران. وكان مُعظم الضحايا من الرعاة الذين تجمدوا حتى الموت جنبًا إلى جنب مع ماشيتهم. وكانت هذه أسوأ موجة برد منذ تأسيس الدولة الحديثة في عام 1922.